# Victoria Hamilton
Victoria Hamilton, född 5 april 1971 i Wimbledon, London, är en brittisk skådespelare. Hamilton har haft roller i flera kostymdramer, däribland i tre Jane Austen-filmatiseringar Övertalning (1995), Stolthet och fördom (1995) och Mansfield Park (1999), hon har även medverkat i Från Lark Rise till Candleford och The Crown.

## Filmografi i urval
- 1995 – Övertalning
- 1995 – Stolthet och fördom (Miniserie)
- 1996 – The Merchant of Venice (TV-film)
- 1999 – Mansfield Park
- 2000 – Morden i Midsomer (TV-serie)
- 2001 – Victoria & Albert (TV-serie)
- 2003 – In Search of the Brontës (TV-film)
- 2005 – To the Ends of the Earth (Miniserie)
- 2006 – Scoop
- 2008–2011 – Från Lark Rise till Candleford (TV-serie)
- 2013 – What Remains (TV-serie)
- 2015–2017 – Doctor Foster (TV-serie)
- 2015 – Barnmorskan i East End (TV-serie)
- 2016–2017 – The Crown (TV-serie)

- 2020 – Cobra (TV-serie)